# Emirat de Gibraltar
La taifa, emirat o regne de Gibraltar fou una taifa andalusina que fou incorporada el 1462 a la Corona de Castella. Regida per Abd al-Malik Abd al-Wahid, fill d'Abu-l-Hàssan Alí, rei de Fes entre els anys 1333 i 1340. Després del setge imposat per Alfons XI de Castella, l'emir Isab ibn al-Hassam es va proclamar el 1340 rei de Gibraltar i de la seva terra. El 15 de desembre de 1462 el rei Enric IV de Castella el va incorporar a la Corona de Castella.